# الثعبان (كود)
الثعبان (كود) هو عبارة عن كود نقل جسيمات بطريقة مونت كارلو ثلاثي الأبعاد متعدد الأغراض، وهو قيد التطوير في مركز VTT للبحوث التقنية في فنلندا منذ عام 2004.

## نبذة
تم تطوير الثعبان في الأصل ليكون رمز نقل نيوتروني مبسط لتطبيقات فيزياء المفاعلات. تركيزها الرئيسي على التوليد المستمر للمجموعة مع حسابات الشبكة ثنائية الأبعاد. في الوقت الحاضر، يتم استخدام الثعبان في مجموعة واسعة من التطبيقات من الجيل الثابت للمجموعة إلى تطبيقات الفيزياء المتعددة المقترنة والنيوترونات الاندماجية والوقاية من الإشعاع. بالإضافة إلى قدرات نقل النيوترونات، فإن الثعبان قادر على إجراء نقل الفوتون.

## روابط خارجية
- Official website
- On-line user manual of Serpent 2
- List of publications related to Serpent